# ناثان بريستول
ناثان بريستول هو سياسي أمريكي، ولد في 7 مارس 1805، وتوفي في 1 مارس 1874. نشط حزبياً في الحزب الديمقراطي. وقد انتخب عضو جمعية ولاية نيويورك ‏ وانتخب عضو مجلس ولاية نيويورك ‏.